# HATS-37
HATS-37 — двойная звезда в созвездии Гидры на расстоянии около 685 световых лет (около 210 парсек) от Солнца. Видимая звёздная величина звезды — +12,266m. Возраст звезды определён как около 11,46 млрд лет.
Вокруг звезды обращается, как минимум, одна планета.

## Характеристики
Первый компонент (HATS-37A) — жёлтый карлик спектрального класса G. Масса — около 0,843 солнечной, радиус — около 0,877 солнечного, светимость — около 0,555 солнечной. Эффективная температура — около 4997 K.
Второй компонент (HATS-37B) — оранжевый карлик спектрального класса K. Масса — около 0,654 солнечной, радиус — около 0,654 солнечного, светимость — около 0,12 солнечной. Эффективная температура — около 4210 K.

## Планетная система
В 2020 году командой астрономов, работающих в рамках обзора HATSouth, было объявлено об открытии планеты HATS-37A b.